# سربازان جهانی
سربازان جهانی (به انگلیسی: Universal Soldiers) یک فیلم علمی–تخیلی و نظامی آمریکایی به کارگردانی و تدوین گریف فرست محصول سال ۲۰۰۷ با بازی کریستن کوئینترال، داریو دیک، جیسون اس گری و ریک مالامبری است.